# Vampiric Rituals
Vampiric Rituals – album demo greckiego zespołu blackmetalowego Necromantia. Wydawnictwie zostało samodzielne wydane na kasecie w 1992 roku. 
Nagrania odbyły się w grudniu 1989 roku (Strona B) i grudniu 1991 (Strona A) w Sin Ena Studio. Utwory ze Strony B pojawiły się wcześniej na kasecie zatytułowanej Promo Tape 1990. Kompozycje ze Strony A pojawiły się w tym samym roku na split albumie The Black Arts / Everlasting Sins z zespołem Varathron, a w 1994 roku utwór "De Magia Veterum" zagościł na wznowieniu powyższego splitu na CD. W 1992 roku prócz wydania kasetowego Necromantii ukazała się także wersja od oficjalnego fan clubu zespołu, znanego jako "Shadows of the Damned".
Ukazały się dwie reedycje tego wydawnictwa. Pierwsza wersja to winylowa edycja wydana 29 listopada 2013 roku przez Black Vomit Records, zaś druga to wydanie na CD, które ukazało się 25 października 2019 roku nakładem Azermedoth Records. 
Wszystkie utwory na Vampiric Rituals zostały w całości napisane przez sam zespół, z wyjątkiem tekstów do "Evil Prayers", który napisał Remi de Gourmount oraz "La Mort", którego autorem jest Émile Verhaeren.

## Lista utworów
Opracowano na podstawie materiału źródłowego.
Strona A – The Black Arts
1. "Lord of the Abyss" – 7:48
2. "The Feast of Ghouls" – 5:31
3. "Evil Prayers" – 5:49
4. "Lycanthropia" – 1:41

Strona B – Promo-Tape ’90
5. "De Magia Veterum" – 10:01
6. "Faceless Gods" – 3:50
7. "La Mort" – 4:11

## Twórcy
Opracowano na podstawie materiału źródłowego.
| - Baron Blood – ośmiostrunowa gitara basowa - Morbid – śpiew, gitara basowa, perkusja (na Stronie B) - Dave P. – gitara - Slow Death – wokal wspierający | - Nick Adams – perkusja (sesyjnie, na Stronie A) - Y. Papayiannis – instrumenty klawiszowe, instrumenty perkusyjne, tabla |